# Mohr und die Raben von London (Film)
Mohr und die Raben von London ist ein deutscher Kinderfilm der DEFA von Helmut Dziuba aus dem Jahr 1969. Er beruht auf dem gleichnamigen Jugendbuch von Vilmos und Ilse Korn.

## Handlung
Das Jahr 1856: Aufgrund seiner Schriften hat Karl Marx, genannt „Mohr“, von Deutschland nach London ins Exil gehen müssen. In London lebt er in Armut, verfolgt jedoch sein Ziel, die Rechte der Arbeiter durchzusetzen, nachdrücklich. Eines Tages trifft er auf einer Landstraße unweit Londons den 14-jährigen Arbeiterjungen Joe und seine kleine Schwester Becky. Beide müssen in die Stadt, da Joes Nachtschicht in die Spinnerei gleich beginnt – obwohl Nachtschichten für Kinder inzwischen verboten wurden. Da die Tore der Spinnerei bereits geschlossen sind, als Joe erscheint, steigt er über das Lager der Fabrik ein und begibt sich unauffällig an seinen Arbeitsplatz. In der Fabrik arbeitet auch seine hochschwangere Mutter Mary, die unter anderem die Spinnmuster der Firma entwirft.
Mitten in der Nachtschicht erscheint der Fabrikinspektor Mr. Ender mit Karl Marx. Während der Aufpasser Bell den Kindern einschärft, anzugeben, dass sie nur ausnahmsweise in einer Nachtschicht arbeiten, die zudem nur bis Mitternacht gehen soll, traut sich Joe durch Marx’ Unterstützung als erster, von den unwürdigen Arbeitsbedingungen zu berichten. Alle Kinder müssen zwölf Stunden am Stück arbeiten, ihr Essen während der Arbeit einnehmen, dürfen nur ein Mal austreten gehen und erhalten bei kleinsten Unregelmäßigkeiten Schläge und Lohnabzüge. Nacht- und Tagschichten wechseln sich regelmäßig ab.
Kurz vor der Auszahlung des Monatslohns fehlen wenig später mit einem Mal einige Meter Spitze aus dem Lager. Zunächst wird Mary Kling des Diebstahls beschuldigt, da sie als einzige Zutritt zum Lager hat. Als sie sich empört zeigt, da sie die Ware ja erst geschaffen hat, die fehlte, wird Joe als Täter festgelegt, da er laut Nachtwächter vor kurzer Zeit in die Lagerräume eingedrungen war. Beiden wird der Lohn von 20 Schilling abgezogen. Zudem sollen sie mit weiteren 25 Schilling den gestohlenen Stoff abbezahlen. In Wirklichkeit ist jedoch die Rabenbande der Schuldige, der auch Joes großer Bruder Billy angehört. Sie feiern zunächst den Diebstahl als Rache an Fabrikleiter Mr. Cross, werden jedoch nachdenklich, als Joe ihnen mitteilt, wer am Ende der Geschädigte ist. Sie zahlen ihm das Geld, das sie für die Ware erhalten haben, aus.
Mr. Ender setzt bei Mr. Cross durch, dass die Kinderarbeitszeit auf acht Stunden verkürzt wird. Auch die Klings als Täter werden rehabilitiert, doch wird der einbehaltene Monatslohn nicht nachträglich ausgezahlt. Dennoch scheint es für die Familie aufwärtszugehen. Da Mary ihr Kind bekommen hat, hat der bisher arbeitslose Vater eine Anstellung bei Mr. Cross erhalten. Gerade jetzt beschließen die Arbeiter, wie auch die anderer Fabriken, in den Streik zu gehen, und Vater Kling weigert sich – im Gegensatz zu Joe, der von Marx gelernt hat. Die Arbeiter wollen feste Arbeitszeiten und feste Löhne. Karl Marx unterstützt sie dabei und gibt Ratschläge. Anführer des Streiks wird Arbeiter Collins. Als sich alle Arbeiter versammelt haben, beruhigt der ebenfalls anwesende Mr. Ender die Massen – Mr. Cross werde die Forderungen erfüllen, wenn Collins allein mit ihm spräche. Cross jedoch bricht sein Wort, als alle Arbeiter wieder an ihre Maschinen gegangen sind, und entlässt Collins stattdessen. Gemeinsam mit Marx’ Unterstützung setzt Mr. Ender ein Flugblatt an die Arbeiter auf, in dem er sie zur Arbeitsniederlegung auffordert und sich hinter ihre Forderungen stellt. Erneut treten die Arbeiter in Streik und zwingen Mr. Cross am Ende so, ihre Forderungen in einem Vertrag festzuhalten. Auch die Rabenbande ist unter Marx’ Ausführungen zu Recht, Unrecht, Arm und Reich schlauer geworden: Sie löst sich auf und die Mitglieder gehen nun ehrlicher Arbeit nach.

## Produktion
Mohr und die Raben von London entstand anlässlich des 150. Geburtstages von Karl Marx. Das Szenarium stammte von Margot Beichler und Gudrun Rammler. Es war der einzige DEFA-Film, in dem Marx eine zentrale Rolle spielte. Der Film erlebte am 22. März 1969 in Halle seine Uraufführung.
Szenenbild: Die umfangreichen historischen Außendekorationen baute man im DEFA-Studio in Potsdam-Babelsberg. In der Mittelhalle wurde die Oxford-Street und im Freigelände die Rabengasse als Spielort vom Szenenbildner Harry Leupold konzipiert. Für die Szenen im Spinnsaal benötigte man funktionsfähige Spinnmaschinen aus dem 19. Jahrhundert. Diese Selfaktoren wurden in einer alten Tuchfabrik in Meerane demontiert und ins Atelier gebracht.

## Kritik
Die zeitgenössische Kritik lobte Darsteller Alfred Müller, der „in vielen […] alltäglichen Kleinigkeiten die Charakterstärke, den Gerechtigkeitssinn, die Gedankenklarheit von Marx sichtbar werden zu lassen“ verstehe. Andere Kritiker bemängelten „eine… gewisse… Ausführlichkeit in den Dialogen – ein Faktum, das einer allseitig überzeugenden Interpretation des Stoffs im Wege steht. Die didaktische Absicht mag hier über spezifische filmische Methoden die Oberhand gewonnen haben.“ Dennoch sei der Film sehenswert, was vor allem am „scheinbar dokumentarischen Einblick in eine unbekannte Welt, der an die Romane von Dickens erinnert“, läge: Der Film zeichne sich „durch eine ungewöhnlich genaue und beeindruckende Schilderung der Lebensumstände jener englischer Fabrikkinder aus.“
Für den film-dienst war Mohr und die Raben von London ein „mit inszenatorischen Schwächen behafteter, aber emotionaler, weithin unheldischer Film, der weniger als Feierstunde für Karl Marx denn als Darstellung der Kinderarbeit im England des 19. Jahrhunderts angelegt ist.“

## Auszeichnung
Auf der Jugendfilmwoche in Halle wurde Mohr und die Raben von London 1969 als bester Kinderfilm ausgezeichnet.

## Veröffentlichung
Seit 2009 ist der Film auf DVD erhältlich.